# Wadbilliga River
Wadbilliga River är ett vattendrag i Australien. Det ligger i delstaten New South Wales, i den sydöstra delen av landet, omkring 290 kilometer sydväst om delstatshuvudstaden Sydney.
I omgivningarna runt Wadbilliga River växer i huvudsak städsegrön lövskog. Runt Wadbilliga River är det mycket glesbefolkat, med 5 invånare per kvadratkilometer. Genomsnittlig årsnederbörd är 1 110 millimeter. Den regnigaste månaden är februari, med i genomsnitt 158 mm nederbörd, och den torraste är juli, med 9 mm nederbörd.